# Hüseynalılar (Bərdə)
Hüseynalılar è un comune dell'Azerbaigian situato nel distretto di Bərdə. Conta una popolazione di 725 abitanti.